# 1196 Sheba
1196 Sheba är en asteroid i huvudbältet som upptäcktes den 21 maj 1931 av den sydafrikanske astronomen Cyril V. Jackson. Asteroidens preliminära beteckning var 1931 KE. Asteroiden fick sedan namn efter drottningen av Saba, som besökte Salomo för att pröva hans vishet.
Shebas senaste periheliepassage skedde den 27 januari 2019.[Uppdatering behövs] Asteroidens rotationstid har beräknats till 6,32 timmar.